# Ipersplenismo
Per  ipersplenismo  in campo medico, si intende un anomalo funzionamento della milza, dove la sua regolazione diventa iperproduttiva nuocendo all'organismo. Da non confondersi con la splenomegalia di cui è una condizione associata.

## Eziologia
Le cause sono molteplici, alcune correlate ad anomalie ematiche come anemia e leucemia mieloide cronica, altre invece sono correlate a malattie infettive come malaria e tubercolosi.

## Sintomatologia
Spesso risulta asintomatico oppure si mostrano emorragia, febbre, dolore addominale, pancitopenia, porpora.

## Esami
Il medico, grazie all'esame obiettivo, può diagnosticare facilmente la malattia sia con la palpazione della milza ma anche con l'uso dello stetoscopio.

## Terapia
In determinati casi viene utilizzata la splenectomia.